# Hermann Kröll

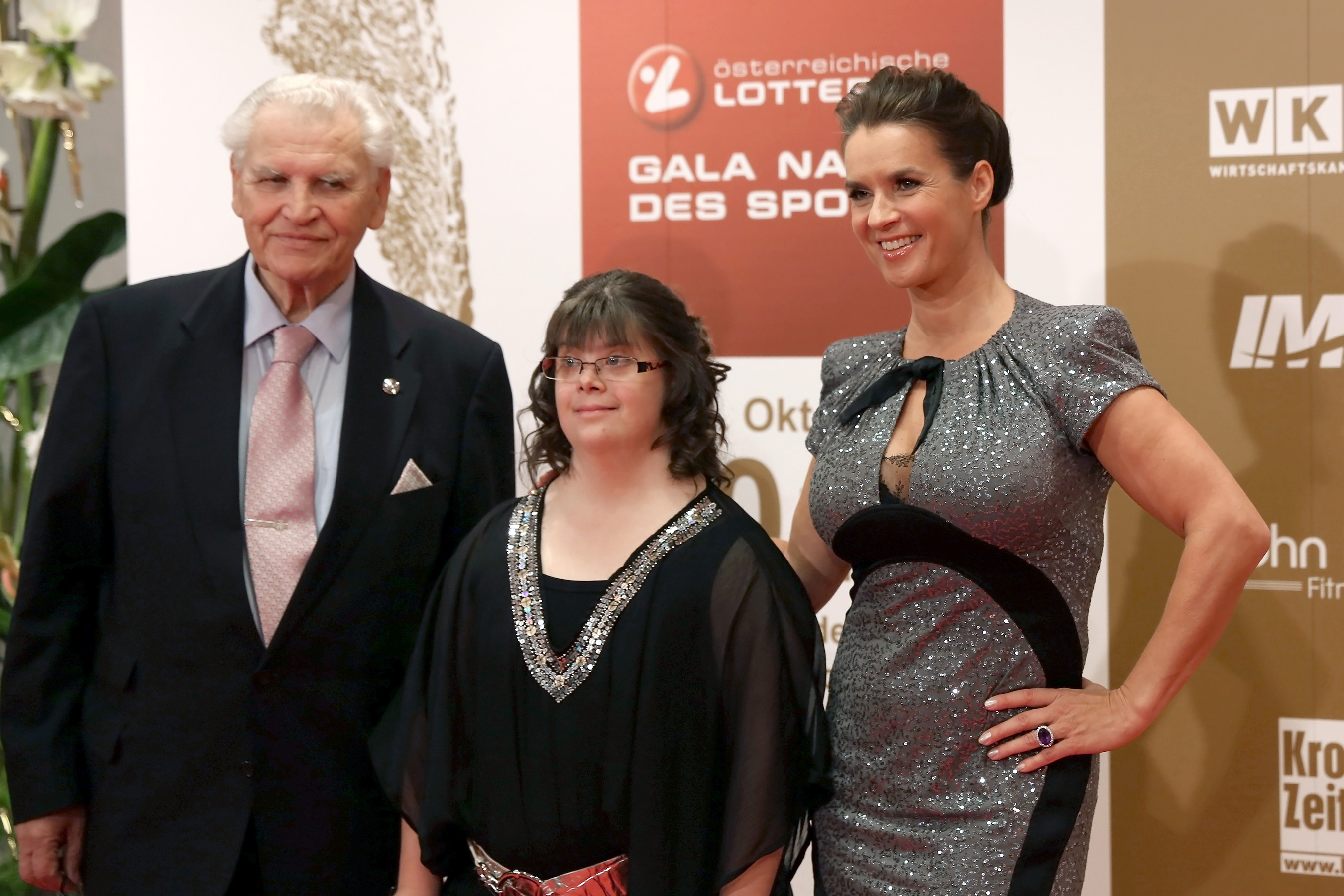
Hermann Kröll mit Special-Olympics-Sportlerin Teresa Breuer und Katarina Witt (2013)

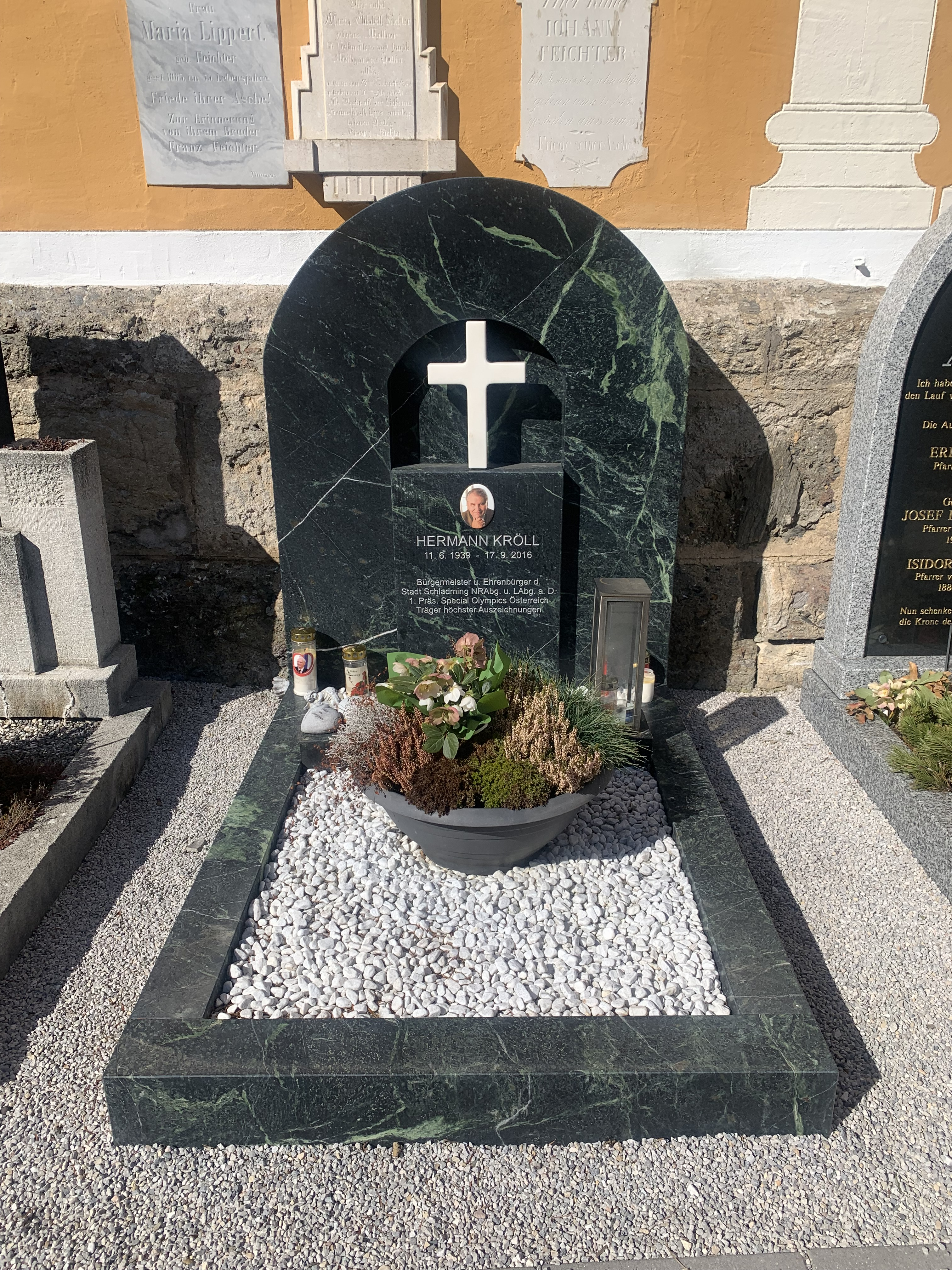
Grab von Hermann Kröll im Kirchhof der Stadtpfarrkirche Schladming

Hermann Kröll (* 11. Juni 1939 in Sankt Johann am Tauern, Steiermark; † 17. September 2016 in Schladming) war ein österreichischer Politiker (ÖVP) und Versicherungsangestellter. Kröll war von 1996 bis 1999 Abgeordneter zum Nationalrat.

## Leben

### Ausbildung und Beruf
Nach dem Besuch der Volksschule in Admont, Hohentauern und St. Johann am Tauern zwischen 1945 und 1953 erlernte Kröll zwischen 1954 und 1956 den Beruf des Elektroinstallateurs in Wien und Graz. 1957 wechselte Kröll in eine Fleischer-Lehre, die er 1960 abschloss. Kröll absolvierte von 1960 bis 1961 den Präsenzdienst und legte 1965 die Meisterprüfung ab.
Kröll arbeitete nach seiner Tätigkeit als land- und forstwirtschaftlicher Arbeiter zwischen 1953 und 1954 bis 1957 als Elektroinstallateur und -mechaniker. Danach war er von 1957 bis 1965 als Fleischer und Selcher beschäftigt. 1965 wechselte Kröll erneut den Beruf und war in der Folge als Versicherungsangestellter tätig, wobei er es bis zum Bezirksdirektor der Bundesländer-Versicherung brachte.

### Politik
Er begann sein politisches Engagement 1965 im Gemeinderat von Schladming und wurde 1975 zum Bürgermeister gewählt. Er vertrat als Abgeordneter die ÖVP von 1981 bis 1991 als Abgeordneter zum Steiermärkischen Landtag und war vom 15. Jänner 1996 bis zum 28. Oktober 1999 Abgeordneter zum Nationalrat. Innerparteilich hatte Kröll zwischen 1977 und 1996 das Amt des Ortsparteiobmann der ÖVP Schladming inne und war zudem von 1974 bis 1996 Bezirksparteiobmann der ÖVP Gröbming. Zudem gehörte er von 1991 bis 1996 dem Landesparteivorstand der ÖVP Steiermark an und war ab 1992 Obmann des Steiermärkischen Gemeindebundes sowie ab 1993 Vizepräsident des Österreichischen Gemeindebundes. 2005 trat Kröll von seinem Amt als Bürgermeister zurück.
1993 wurde Kröll Präsident der Special Olympics Österreich. Im selben Jahr fanden die Special Olympics Winterspiele in Schladming statt, zum ersten Mal überhaupt außerhalb von Nordamerika.

## Auszeichnungen
- Silbernes Ehrenzeichen der Republik Österreich
- Großes Goldenes Ehrenzeichen des Landes Steiermark
- Goldenes Ehrenzeichen des Landes Steiermark
- Ehrenbürger von Schladming